# Odontolabis mouhoti
Odontolabis mouhoti es una especie de coleóptero de la familia Lucanidae.

## Distribución geográfica
Habita en Laos y Tailandia.